# Lithobates sphenocephalus
Lithobates sphenocephalus är en groddjursart som först beskrevs av Cope 1886.  Lithobates sphenocephalus ingår i släktet Lithobates och familjen egentliga grodor. IUCN kategoriserar arten globalt som livskraftig.

## Underarter
Arten delas in i följande underarter:
- L. s. sphenocephalus
- L. s. utricularius